# Stig T. Karlsson
Stig Torsten Karlsson, känd som Stig T. Karlsson, född 8 mars 1930 i Lund, död 25 februari 2015 i Vaxholm, var en svensk fotograf.

## Utbildning och yrkesverksamhet
Stig T. Karlsson växte upp i Lund som ett av sju barn till byggmästare Harry Karlsson (1903–1988) och Hedda Nilsson. Han var bror till byggmästaren Sven-Harry Karlsson och halvbror till författaren Anna Wahlgren.  
Stig T. Karlsson arbetade med fotografen Kurt Hagblom i Lund från 1949. Han utbildade sig sedan under två år på Stockholms stads yrkesskolor. Han arbetade som frilansfotograf från 1955 och gav ut sin första fotobok, om Nordingrå, 1958. Därefter reste han runt i världen på fotoreportage, framför allt i Asien, och då ofta i samarbete med författarna Folke Isaksson och Lasse Berg.